# Riuttaselkä
Riuttaselkä är en del av en sjön Saimen i Finland.   Den ligger i landskapet Södra Karelen, i den södra delen av landet, 200 km nordost om huvudstaden Helsingfors. Riuttaselkä ligger 68 meter över havet.